# 维斯 (匈牙利)
维斯，是匈牙利绍莫吉州所辖的一个村。总面积6.02平方公里，总人口199，人口密度33.1人/平方公里（2011年1月1日）。